# ロンドン条約 (1814年)
ロンドン条約（ロンドンじょうやく、Anglo-Dutch Treaty of 1814）は、イギリス・オランダ（オランダ海上帝国）間で1814年に結ばれた条約。
イギリス側の代表はカスルリー子爵ロバート・ステュアート、オランダ側はヘンドリク・ファーゲル。
イギリスは喜望峰・セイロン島などを領有し、東インド諸島をオランダに返還した。